# Quatro Barras (ort)
Quatro Barras är en ort i Brasilien.   Den ligger i kommunen Quatro Barras och delstaten Paraná, i den södra delen av landet, 1 100 km söder om huvudstaden Brasília. Quatro Barras ligger 932 meter över havet och antalet invånare är 17 526.
Terrängen runt Quatro Barras är platt åt nordväst, men åt sydost är den kuperad.Runt Quatro Barras är det tätbefolkat, med 397 invånare per kvadratkilometer.. Närmaste större samhälle är Pinhais, 14,5 km sydväst om Quatro Barras.
I omgivningarna runt Quatro Barras växer huvudsakligen savannskog.